# The Client (1994)
The Client is een Amerikaanse juridische thriller uit 1994, geregisseerd door Joel Schumacher, met in de hoofdrollen Susan Sarandon, Tommy Lee Jones, Brad Renfro, Mary-Louise Parker, Anthony LaPaglia, Anthony Edwards en Ossie Davis. De film is gebaseerd op de gelijknamige roman van John Grisham. De film is op 20 juli 1994 in de Verenigde Staten uitgebracht.

## Synopsis
De 11-jarige jongen Mark Sway is met zijn broertje Ricky buiten aan het spelen in het bos als ze getuigen worden van de zelfmoord van een maffia-advocaat. De advocaat heeft eerder aan Mark verteld waar het lijk van een vermoorde senator ligt opgeborgen. Mark zoekt hulp bij advocate Reggie Love om hem te beschermen wanneer de officier van justitie hem probeert te gebruiken om een maffiafamilie neer te halen. Ondertussen moet Mark ook schuilen voor de maffia die hem op de hielen zit.

## Rolverdeling
| Acteur             | Personage                            |
| ------------------ | ------------------------------------ |
| Brad Renfro        | Mark Sway                            |
| Susan Sarandon     | Reggie Love                          |
| Tommy Lee Jones    | Officier van Justitie Roy Foltrigg   |
| Mary-Louise Parker | Dianne Sway, Marks en Ricky's moeder |
| David Speck        | Ricky Sway, Marks broertje           |
| Anthony LaPaglia   | Barry "The Blade" Muldano            |
| Kim Coates         | Paul Gronke                          |
| William Richert    | Harry Bono                           |
| John Diehl         | Nance                                |
| J. T. Walsh        | Jason McThune                        |
| Bradley Whitford   | Thomas Fink                          |
| Anthony Heald      | Larry Trumann                        |
| Anthony Edwards    | Clint Von Hooser                     |
| Ossie Davis        | Rechter Harry Roosevelt              |
| William Sanderson  | Wally Boxx                           |
| Walter Olkewicz    | W. Jerome "Romey" Clifford           |
| Will Patton        | Brigadier Hardy                      |
| Ron Dean           | Johnny Sulari                        |
| Dan Castellaneta   | Slick Moeller                        |
| William H. Macy    | Dr. Greenway                         |
| Micole Mercurio    | Mevr. Love (Reggies moeder)          |
| Kimberly Scott     | Bewaarder Doreen                     |
| Amy Hathaway       | Zuster Karen                         |